# 威爾斯國旗
威爾斯國旗（意為紅龍）是一面以白色和綠色為底色，中央有紅龍圖案的旗幟。紅龍圖案並無標準設計，存在多種外形，也因此這面旗幟並未出現在英國國旗中。
亨利七世可能在1485年博斯沃思原野戰役時曾使用這个旗幟。紅龍在都鐸王朝紋章中亦作為支撐物使用，以顯示其威爾斯血統。1959年，這面旗幟被正式承認為威爾斯国旗。包括威爾斯首府卡迪夫在內的部分威爾斯城市在其市旗中使用了紅龍設計。

## 歷史

### 可能起源於羅馬時期
有歷史學家認為紅龍圖案起源於羅馬騎兵的龍旗。這些象徵在羅馬征服不列顛時被帶入不列顛。而龍旗本身受到達契亞人或安息帝國象徵的啟發。一個著名的影響威爾斯紅龍的龍旗象徵來自於撒馬利亞人，他們曾在2至4世紀駐紮在里布切斯特。

### 在威爾斯神話和文學中的記載
最早的有關威爾斯龍的記載是在成書於830年的《不列顛人的歷史》。紅龍的故事亦出現在散文集《馬比諾吉昂》。蒙茅斯的杰弗里在12世紀時的著作《不列顛諸王史》亦有提及紅龍。

### 歐文·格林杜爾
1400年，歐文·格林杜爾在其反抗英格蘭的戰爭期間曾使用「金龍旗」。當時的旗幟設計是在白底上描繪有金龍圖案

### 亨利七世

亨利都鐸的旗幟，可能在1485年用於博斯沃思原野戰役

1485年，亨利七世在其入侵英格蘭時使用了紅龍標誌。亨利七世有威爾斯血統。他在離開法國後帶領2,000人兵力登陸米爾福德港，並以其威爾斯血統獲得在威爾斯的支持，順利穿過威爾斯。亨利七世在博斯沃思原野戰役中戰勝理查三世，並奪取英格蘭王位。在這場戰役之後，亨利將紅龍標誌帶入聖保羅座堂，此後綠色和白色被加入旗幟中。

### 現代旗幟
1807年，紅龍圖案被加入威爾士皇家徽章。1953年3月11日，標語（意為「紅龍領路」）被加入紋章。這句標語由來於詩歌。而紋章則是威爾斯國旗的設計基礎，被置於白綠兩色水平條紋上。然而這面旗幟成為被嘲諷的對象，原因之一是部分設計中的龍尾朝下。另一原因是該標語有雙關之意，在原詩中暗示交配中的公牛陰莖 。1959年，政府改用現行旗幟設計。現在人們可在威爾士議會大廈等建築看到這面旗幟。
2017年，統一碼聯盟在繪文字中加入了威爾斯國旗。這一決定來自於表情圖示百科的傑瑞米·伯格和BBC威爾士的歐文·威廉姆斯在2016年的提案。同年英格蘭國旗和蘇格蘭國旗亦被加入主要智慧型手機平台。在此之前，《每日電訊報》曾報道用戶可以選擇英國國旗的繪文字，卻無法使用構成國的國旗。

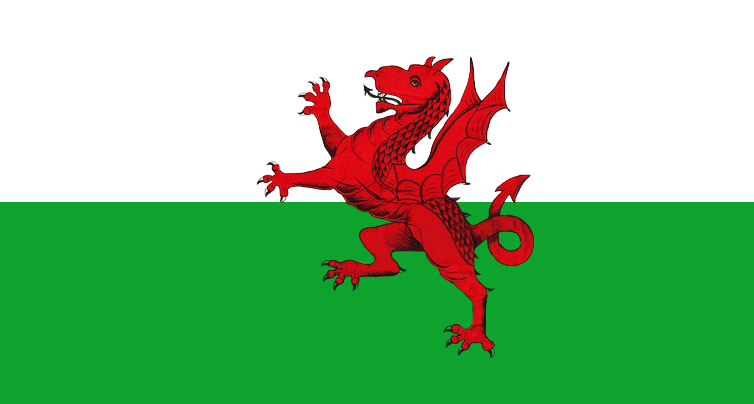
英国南极探险队使用的威尔士旗帜变体。（1910-1913年）
1807年至1953年的旗幟
1953年至1959年的旗幟
澳大利亚的威尔士人（英语：Welsh Australian）旗帜[22]
阿根廷的威爾斯人定居點旗幟
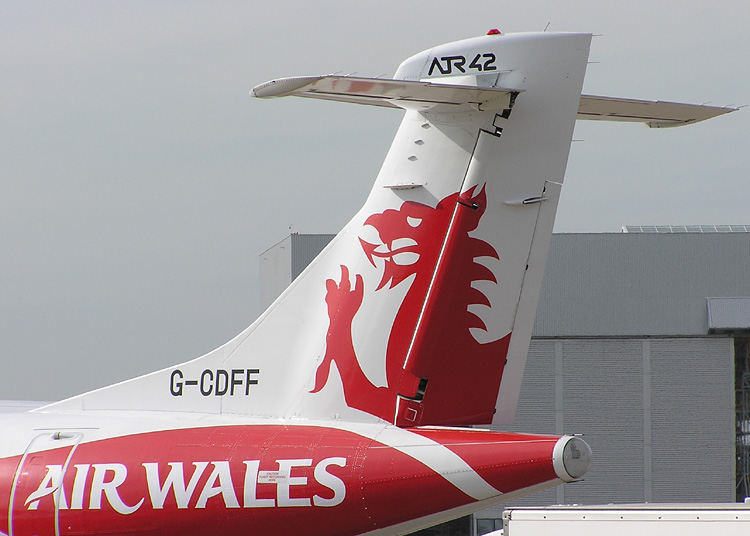
威爾斯航空上的紅龍標誌

## 聖大衛旗

聖大衛旗

聖大衛旗是一面黑底上有黃色十字的旗幟，被使用在聖公會聖戴維茲教區的紋章上，並飄揚在聖大衛日時。部分組織傾向使用聖大衛旗作為威爾斯的標誌，理由是他們對現在的威爾斯國旗並不滿意。

## 流行文化
威爾斯國旗在藝術、體育和商業領域均被作為威爾斯的象徵。在威爾斯舉辦的1999年世界盃橄欖球賽上，開幕式多次使用了龍的圖案。威爾斯國旗圖案還被用作威爾斯歌手雪莉·貝西所穿裙子的圖案。
亦有眾多音樂人使用威爾斯國旗，包括狂街傳教士的尼基·威爾、凱莉·馬修斯，以及古典音樂歌手凱瑟琳·詹金斯。
2018年，威爾斯國旗在電影黑豹中的聯合國總部大樓場景出現。人們因此猜測威爾斯在漫威電影宇宙是獨立國家。這也引發了議論，威爾斯政府和威爾斯民族主義政黨威爾士黨均對此發表評論。
2020年电子游戏看门狗3中英国国旗联合杰克并非现行使用的样式，而是使用圣大卫旗替代了苏格兰国旗原有的位置，呈现出黑色为底、英格兰的圣乔治十字镶上金边的设计。

## 外部連結
- HiJack （页面存档备份，存于） 一篇解釋為何威爾斯國旗未出現在英國國旗上的文章
- 世界旗帜网（FOTW）的Wales